# Ömnögovĭ
Ömnögovĭ (em mongol:  Өмнөговь Ömnögovǐ, Gobi do Sul) é uma província da Mongólia. Sua capital é Dalanzadgad.

## Distritos
Ömnögovĭ está subdividido em 15 distritos (sums):

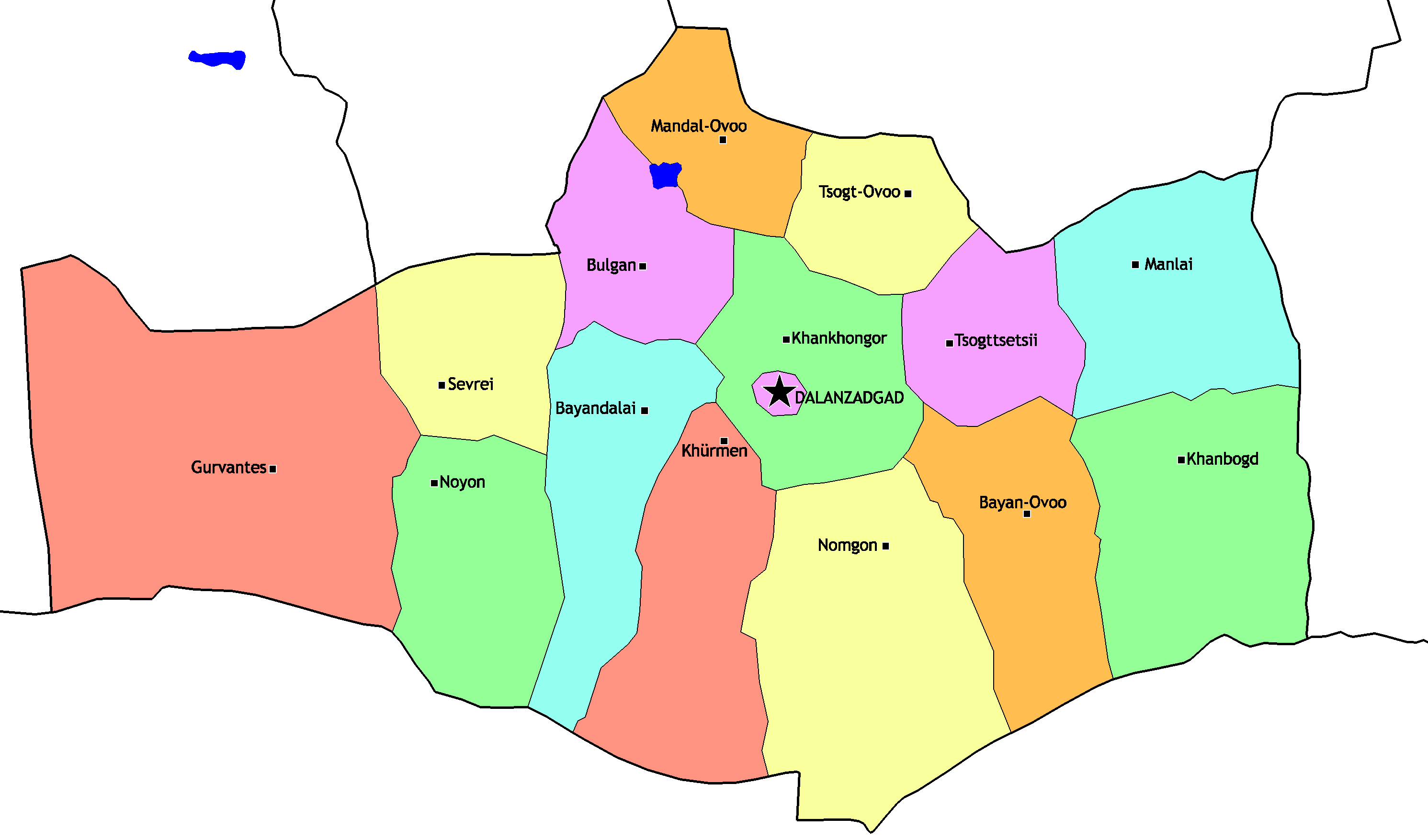
Distritos de Ömnögovi

|  | - Bayan-Ovoo - Bayandalai - Bulgan - Dalanzadgad - Gurvan tes - Khanbogd - Khan khongor | - Khürmen - Mandal-Ovoo - Manlai - Nomgon - Noyon - Sevrei - Tsogt-Ovoo - Tsogttsetsii |